# Vincetoxicum sakaianum
Vincetoxicum sakaianum là một loài thực vật có hoa trong họ La bố ma. Loài này được (Honda) Kitag. miêu tả khoa học đầu tiên năm 1959.